# Federazione calcistica della Guinea Equatoriale
La Federazione calcistica della Guinea Equatoriale (in spagnolo: Federación Ecuatoguineana de Fútbol, acronimo FEGUIFUT) è l'ente che governa il calcio in Guinea Equatoriale.
Fondata nel 1919, si affiliò alla FIFA e alla CAF nel 1986. Ha sede nella capitale Malabo e controlla il campionato nazionale, la coppa nazionale e la nazionale del paese.